# 神典
神典（しんてん）は、日本の神道において信仰の根拠とされる文献の総称である。

## 概要
神典とは仏教の聖典・経典の総称である「仏典」に対して考えられた用語であり、中世に神道の教典（経典・聖典）として想定された。現在の神道には、キリスト教の聖書、イスラム教のコーランにあたるような公式に定められた「正典」は存在しないとされるが、正統な信仰の規範とすることができると広く認められる一群の文献が存在し、これらを神典と総称している。
神典と呼ばれる文献群は、主として平安時代までに成立したもので、神代における神々の事績を記すとともに、その内容において仏教や儒教の影響が少ないものに限られている。また神道五部書を神典に入れている例がまれにあるが、このような中近世の諸流神道家による著作は、各流派における教義を示したもので、客観性に欠けるために、通常は神典の範囲からは外されるのが普通である。
要するに、厳正なる信仰心をもって日本古典を神学的に解釈する人が臨めば神典となる。なお「神道古典」と呼称する研究も少なからずある。

## 神典とされる文献
一般に神典とされる文献には、以下のようなものがある。
- 『日本書紀』
- 『古事記』
- 『風土記』（古風土記）
- 『古語拾遺』
- 『先代旧事本紀』（十巻本）[注 1]
- 『新撰姓氏録』

これ以外に『高橋氏文』『皇太神宮儀式帳』『止由気宮儀式帳』等も含めることがある。さらには『萬葉集』『律令』『続日本紀』以降の六国史、『延喜式』『令義解』『令集解』『釈日本紀』といったものに収録されている神道関係の古記録等も神典とされる。
また戦後、「神道における大蔵経」を目指して編纂された叢書『神道大系』『続神道大系』があり、神道を理解するうえで重要な古典籍が収録されている。

## 享受者の認識
契沖は『萬葉代匠記』において、「神代ヨリ有ツル事ドモ記セルノミ」に過ぎないので、神道の根本を知るためには朝廷における公式行事（特に祭祀）や諸神社における祭祀に注目すべきであると説いた。
本居宣長は『うひ山ぶみ』において、古学の重要文献として「道をしらんためには、殊に古事記をさきとすべし」と述べ、『日本書紀』『古語拾遺』『萬葉集』の他に六国史の中にある宣命に触れるなど、神道に関係する様々な古典籍を挙げている。
平田篤胤は『童蒙入学門』において、「心を神典に潜めて道の蘊奥を貫くべし」と述べ、神道の体得は神典によるべきであると重要性を説いた。

## 刊行本
- 大倉精神文化研究所編『神典』
  - 初版
    - 大倉精神文化研究所、昭和11年（1936年）

  - 復刊
    - 大倉精神文化研究所、昭和37年（1962年）
    - 神社新報社、平成21年（2009年）